# Кастор и Полукс (слонове)
Кастор и Полукс (слонове) са два азиатски слона, намиращи се в зоопарка в Париж. Те са убити и изядени, наред с редица други животни в зоопарка в края на 1870 г. по време на Обсадата на Париж в хода на Френско-пруската война. Вероятно тези два слона са били братя и по време на посещенията си в зоопарка посетителите извършват разходки с тях около парка. Поради липсата на храна в Париж, собствениците на зоопарка продават слоновете на търг за месо.